# Piers Robinson
Piers Gregory Robinson (n. 1970) este un fost academician britanic, co-director al Organizației de Studiu al Propagandei (Organisation for Propaganda Studies) și fondator al Grupului de lucru pentru Siria, propagandă și media (Working Group on Syria, Propaganda and Medi, SPM). Ca parte a grupului de lucru SPM, el a devenit notabil și a fost criticat pentru că a contestat utilizarea armelor chimice în Războiul Civil Sirian. De asemenea, a afirmat că pandemia de Covid-19 este o operațiune globală de propagandă.